# Formigueret de Hauxwell
El formigueret de Hauxwell (Isleria hauxwelli) és una espècie d'ocell de la família dels tamnofílids (Thamnophilidae).

## Hàbitat i distribució
Habita el terra de la selva humida de les terres baixes des del sud-est de Colòmbia cap al sud, per l'est del Perú fins Bolívia septentrional, i cap a l'est, per l'Amazònia del Brasil, al sud del riu Amazones, fins l'est de Pará i oest de Maranhão.